# Obszar spisowy Wade Hampton
Obszar spisowy Wade Hampton (ang. Wade Hampton Census Area) – obszar spisu powszechnego (ang. census area) w Stanach Zjednoczonych położony w stanie Alaska i wchodzący w skład okręgu niezorganizowanego.
Obszar spisowy Wade Hampton położony jest nad Morzem Beringa. Największym miastem położonym na obszarze jest Hooper Bay.
Zamieszkany przez 7459 osób. Największy odsetek ludności stanowią rdzenni mieszkańcy (95,0%) oraz ludność biała (2,7%).